# Paul Bern
Paul Bern, eigentlich Paul Levy, (* 3. Dezember 1889 in Wandsbek; † 5. September 1932 in Los Angeles, Kalifornien) war ein deutsch-amerikanischer Theaterschauspieler, Filmproduzent, Filmregisseur und Drehbuchautor. 

## Leben
Paul Bern wurde in Wandsbek, einer damals noch selbständigen Ortschaft, die erst 1937 im Rahmen des Großhamburggesetzes von Schleswig-Holstein nach Hamburg gekommen ist, geboren. Er verbrachte seine Kindheit und Jugend in den USA, wo er seit 1911 eine Karriere als Bühnenschauspieler und Produzent begann. Er kam zunächst als Editor zum Film und wechselte bald das Metier zum Drehbuchautor. Er war unter anderem für Josef von Sternberg und Ernst Lubitsch tätig. Bei einigen Projekten von Florence Vidor und Pola Negri arbeitete er auch als Regisseur, um allmählich in den Rang eines Produzenten aufzusteigen. 
Er wechselte 1926 von Paramount zu MGM, wo er rasch zum engsten Vertrauten von Irving Thalberg wurde. Bern wurde von Thalberg unter anderem mit der Überwachung der Dreharbeiten zu sämtlichen Greta-Garbo-Filmen beauftragt. Bern hatte den Ruf, ein Frauenversteher zu sein und erwarb sich in den Jahren die Freundschaft von einigen der berühmtesten weiblichen Stars von Hollywood, unter anderem auch mit Joan Crawford, die zu einem Zeitpunkt kurz vor der Ehe mit Bern stand. 

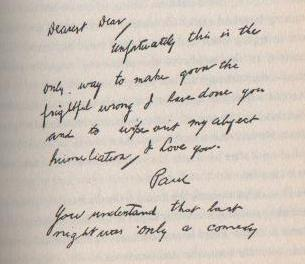
Der sogenannte „Abschiedsbrief“

Im Juli 1932 heiratete Bern in zweiter Ehe (seine erste Ehe mit Dorothy Millette Bern bestand noch) die aufstrebende Darstellerin Jean Harlow, die erst kurze Zeit vorher zu MGM gewechselt war, nachdem das Studio ihren Vertrag von Howard Hughes gekauft hatte. Bern verschaffte Harlow die Titelrolle in Feuerkopf, mit der sie praktisch über Nacht zu einem Sexsymbol wurde. Die Ehe verlief nicht glücklich und bald wurden die teilweise öffentlich ausgetragenen Streitereien der beiden stadtbekannt. Am 5. September 1932 wurde die Leiche von Paul Bern neben einem „Abschiedsbrief“ gefunden. Er hatte eine Schusswunde im Kopf. Der sich entwickelnde Skandal gefährdete die Karriere von Jean Harlow, doch gelang es dem Studio, die Schauspielerin einigermaßen unbeschadet durch die Turbulenzen zu führen. 
Mit den Jahren hat es immer wieder Spekulationen über die Umstände von Berns Tod gegeben, zumal der Wortlaut des „Abschiedsbriefs“, der sofort in der Presse erschien, sehr viele Interpretationsmöglichkeiten eröffnete. Auch blieb stets unklar, wer der eigentliche Adressat des Briefs war. Ben Hecht und Samuel Marx haben über die Jahre immer behauptet, es sei in Wirklichkeit ein Mord gewesen und eine ehemalige Geliebte habe Bern erschossen.

## Filmografie
- 1923: Martyrium der Liebe (The Christian)
- 1924: Die Ehe im Kreise (The Marriage Circle)
- 1924: Die Frau des Kommandeurs (Lily of the Dust)
- 1924: Wer war der Vater? (Name the Man)
- 1925: Scheidungsgründe (Grounds for Divorce)
- 1927: The Dove
- 1927: Der Bettelpoet (The Beloved Rogue)
- 1930: Romanze (Romance)
- 1930: Banditenlied (The Rogue Song)
- 1931: Helgas Fall und Aufstieg (Susan Lenox: Her Fall and Rise)
- 1932: Menschen im Hotel (Grand Hotel)
- 1932: Wie Du mich wünschst (As You Desire Me)
- 1936: Lustige Sünder (Libeled Lady)